# Gauliga Sachsen 1935/36
Die Gauliga Sachsen 1935/36 war die dritte Spielzeit der Gauliga Sachsen im Fußball. Die Meisterschaft sicherte sich der Polizei SV Chemnitz mit vier Punkten Vorsprung auf die Mannschaft des Dresdner SC. Der Polizei SV Chemnitz qualifizierte sich für die Endrunde um die deutsche Meisterschaft schied dort aber bereits nach der Gruppenphase aus. Die Abstiegsränge belegten die Sportfreunde Dresden und Dresdensia Dresden. Aus den Bezirksklassen stiegen TuRa Leipzig und der Riesaer SV auf.

## Abschlusstabelle
| Pl. | Verein                  | Sp. | S  | U | N  | Tore    | Quote | Punkte |
| --- | ----------------------- | --- | -- | - | -- | ------- | ----- | ------ |
| 1.  | Polizei SV Chemnitz (M) | 18  | 14 | 1 | 3  | 065:330 | 1,97  | 29:70  |
| 2.  | Dresdner SC             | 18  | 10 | 5 | 3  | 038:170 | 2,24  | 25:11  |
| 3.  | SV Fortuna Leipzig      | 18  | 9  | 4 | 5  | 048:360 | 1,33  | 22:14  |
| 4.  | Guts Muts Dresden       | 18  | 8  | 4 | 6  | 042:310 | 1,35  | 20:16  |
| 5.  | VfB Leipzig             | 18  | 7  | 4 | 7  | 030:320 | 0,94  | 18:18  |
| 6.  | BC Hartha (N)           | 18  | 7  | 3 | 8  | 040:350 | 1,14  | 17:19  |
| 7.  | SC Wacker Leipzig       | 18  | 7  | 2 | 9  | 031:320 | 0,97  | 16:20  |
| 8.  | Planitzer SC            | 18  | 7  | 1 | 10 | 035:350 | 1,00  | 15:21  |
| 9.  | Sportfreunde Dresden    | 18  | 6  | 3 | 9  | 030:510 | 0,59  | 15:21  |
| 10. | Dresdensia Dresden (N)  | 18  | 1  | 1 | 16 | 015:720 | 0,21  | 03:33  |

| (M) | Titelverteidiger                  |
| (N) | Aufsteiger aus den Bezirksklassen |

## Aufstiegsrunde
Qualifiziert waren die Sieger der vier Bezirksklassen. Bereits früh kristallisierte sich der Riesaer SV als Aufsteiger heraus, um den zweiten Platz entbrannte ein Zweikampf zwischen TuRa Leipzig und SV Konkordia Plauen. Plauen hatte am letzten Spieltag durch einen Sieg über den bereits abgeschlagenen Chemnitzer BC die Möglichkeit, den zweiten Aufstiegsplatz zu erreichen, verlor das Spiel in Chemnitz jedoch 1:3 und Leipzig stieg auf.
Kreuztabelle
| 1935/36             | Riesaer SV | TuRa Leipzig | SV Konkordia Plauen | Chemnitzer BC |
| ------------------- | ---------- | ------------ | ------------------- | ------------- |
| Riesaer SV          |            | 3:1          | 2:0                 | 3:2           |
| TuRa Leipzig        | 1:1        |              | 2:2                 | 3:2           |
| SV Konkordia Plauen | 4:0        | 2:3          |                     | 4:2           |
| Chemnitzer BC       | 2:3        | 3:2          | 3:1                 |               |

Abschlusstabelle
| Pl. | Verein                                                    | Sp. | S | U | N | Tore    | Quote | Punkte |
| --- | --------------------------------------------------------- | --- | - | - | - | ------- | ----- | ------ |
| 1.  | Riesaer SV (Sieger Bezirksklasse Dresden)                 | 6   | 4 | 1 | 1 | 012:100 | 1,20  | 09:30  |
| 2.  | TuRa Leipzig (Sieger Bezirksklasse Leipzig)               | 6   | 2 | 2 | 2 | 012:130 | 0,92  | 06:60  |
| 3.  | SV Konkordia Plauen (Sieger Bezirksklasse Plauen-Zwickau) | 6   | 2 | 1 | 3 | 013:120 | 1,08  | 05:70  |
| 4.  | Chemnitzer BC (Sieger Bezirksklasse Chemnitz)             | 6   | 2 | 0 | 4 | 014:160 | 0,88  | 04:80  |